# Código Dorabella

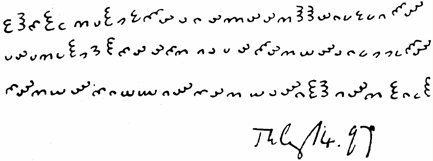
El Código Dorabella.

El código Dorabella o cifrado Dorabella es una carta codificada escrita por Sir Edward Elgar a Dora Penny, que fue acompañada por otra fechada el 14 de julio de 1897. Penny no fue nunca capaz de descifrarla y su significado permanece desconocido hasta nuestros días.
El código, consiste en 87 caracteres extendidos en 3 líneas, está hecho a partir de un alfabeto de 24 símbolos, y cada símbolo consiste en 1, 2, o 3 semicírculos aproximados, orientado en una de 8 direcciones. La orientación de varios de los caracteres es ambigua. Un pequeño punto, cuyo significado es desconocido, aparece después del quinto carácter sobre la tercera línea.
La cuenta de los 87 caracteres revela una frecuencia de símbolos muy cercana a la esperada para un cifrado de substitución simple, basado en un texto en inglés, pero las tentativas de descifrarlo a lo largo de estas líneas han sido infructuosas, llevando a la especulación que el cifrado puede ser más complejo.

## Trasfondo de la nota críptica de Elgar
Dora Penny era la hija del reverendo Penny de Wolverhampton. Su madre había muerto en Melanesia mientras su padre trabajaba como misionero. El padre de Dora se volvió a casar y la madrastra de Dora era amiga de Alice Elgar, esposa del compositor.
En julio de 1897, la familia Penny invitó a Edward y a Alice Elgar a que se quedaran en la rectoría de Wolverhampton por algunos días.
Edward Elgar era un profesor de música de cuarenta y dos años de edad que aún no era un compositor consagrado. Dora Penny de veinte años era su alumna. Edward y Dora tuvieron mucha afinidad entre sí y siguieron siendo amigos por el resto de la vida del compositor. Elgar nombró la «Variación 10» de sus 1899 Variaciones sobre un tema original (Enigma), en honor a Dora Penny.
Volviendo a Great Malvern, Alice escribió una carta de agradecimiento a la familia de Penny el 14 de julio de 1897. Edward Elgar insertó una nota doblada con la escritura secreta, que presuntamente tenía una cierta significación para los Penny que todos habían visto. Escribió con lápiz el nombre 'Dora' en el revés.
La nota permaneció en un cajón por cuarenta años y se supo de ella cuándo Dora la reproduce en sus memorias: Edward Elgar: Memories of a Variation, por Mrs. Richard Powell, primero fue publicada por Methuen, Londres, en 1937. La nota original fue perdida posteriormente, después de ser fotografiada, posiblemente en la oficina del editor durante los bombardeos de 1941-1942.
Dora sostuvo que ella nunca había podido leer la nota y asumió que era un mensaje cifrado. Nadie ha podido hacer mucho al respecto; y no hay ninguna certeza de que la nota sea un criptograma. Una razón posible de enviar un mensaje ilegible es que este contenía sentimientos afectuosos de un hombre mayor hacia una mujer mucho más joven.
Con todo, los mensajes secretos excitan a menudo la suspicacia y Elgar sabía que la familia entera la vería. Kevin Jones expresa su visión sobre cuál pudo haber sido la conexión entre la visita de Elgar a Wolverhampton y la extraña nota:

El padre de Dora acababa de volver de Melanesia donde había estado misionando durante muchos años. Fascinado por la lengua y cultura locales, poseía algunos talismanes tradicionales adornados con glifos arcanos. Quizás ese artículo fue mencionado en una conversación durante la semana que Elgar estuvo en Wolverhampton. Y si Dora recordó esto al escribir sus memorias, puede ser que explique el hecho que el mensaje cifrado fue referido como 'inscription' al comunicarse con el director de SOAS muchos años después.

Elgar estaba interesado en los códigos. El museo Elgar Birthplace preserva cuatro artículos del The Pall Mall Magazine of 1896 titulados «Secretos Cifrados». Hay también una caja de madera que Elgar pintó con su solución a una cifrado que en el cuarto artículo del Magazine aseguraba que era insoluble – también llamado Código Nihilista. Así pues, existen dudas sobre si Elgar creó un cifrado insoluble por sí mismo a partir de un pedazo de conversación o simplemente fue una broma. Elgar no podía saber que la nota sería preservada más de lo que él hubiera deseado.
Y la razón del continuo interés en la nota secreta es que es un célebre cifrado que es famoso por ser famoso. Es de la pluma del hombre que escribió Pompa y circunstancia y cuya cara apareció en el billete británico de veinte libras. También se especula con que posiblemente podría haber una conexión entre Dorabella y el misterio de Variaciones sobre un tema original (Enigma), pero esto es un área en la que hay muchas posibilidades y pocas certezas.

## Dorabella descifrado
El musicólogo Eric Sams produjo una traducción de Dorabella en 1970. Pero, aunque tuviera puntos razonables, su método es enrollado y difícil, o imposible, de seguir. Su interpretación del mensaje es esta:

COMIENZO: ¡ALONDRAS! ESTO ES CAÓTICO, PERO UNA CAPA OBSCURECE MIS NUEVAS LETRAS, A, B alfa, beta, letras del alfabeto griego] DEBAJO: POSEO LA OBSCURIDAD HACIENDO E. E. SUSPIRO CUANDO TU TE HAS IDO DEMASIADO LEJOS.

La longitud de este texto es 109 letras (ignorando la nota entre paréntesis sobre el griego), mientras que el texto original contiene solamente 87 u 88 caracteres. ¿De dónde vienen las 22 letras suplementarias? Sams dice que las letras de sobra están dadas por taquigrafía fonética. Javier Atance ha sugerido una solución al misterio. Este no es un texto sino una melodía. Las 8 diversas posiciones de los semicírculos que dan vuelta a la derecha corresponden a diversas notas musicales: coloque 1=do, posición 2=re, posición 3=mi, posición 4=fa, posición 5=sol, posición 6=la, posición 7=si, posición 8=do. Cada semicírculo tiene 3 diversos niveles el corresponder a la nota natural, bemol o sostenido.

## Recientes intentos sobre Dorabella
La Elgar Society organizó una competencia de descifrado de Dorabella en 2007 al cumplirse el 150.º aniversario del nacimiento de Elgar. Se recibieron varias posibles soluciones pero ninguna se consideró satisfactoria. Dorabella es un rompecabezas sin una solución, y es probable que permanezca así.